# Mir (stacja kosmiczna)
Mir (ros. Мир, pol. pokój, świat) – zbudowana przez Związek Radziecki załogowa stacja kosmiczna, która od wystrzelenia jej pierwszego modułu w 1986 roku, do jej kontrolowanej deorbitacji w 2001 roku, okrążała Ziemię poruszając się po niskiej orbicie okołoziemskiej. W pierwszych latach swojego istnienia Mir był używany tylko przez ZSRR i współpracujące z nim państwa w ramach programu Interkosmos. Po rozpadzie ZSRR na stację zaczęli latać również astronauci innych narodowości, w tym ze Stanów Zjednoczonych.
Mir był największą konstrukcją, jaką zdołał zbudować człowiek na orbicie do czasu powstania ISS i jest zaliczany, obok wystrzelenia Sputnika 1 w 1957 roku oraz lotu Jurija Gagarina w 1961 roku, do największych osiągnięć radzieckiej kosmonautyki.

## Budowa i konstrukcja
Mir był pierwszą stacją kosmiczną zbudowaną w celach naukowych i doświadczalnych. Związek Radziecki wystrzelił w latach 70 i 80 XX wieku w kosmos kilka stacji typu Salut, jednak, poza celami naukowymi, były one wykorzystywane również do zadań militarnych. Stacje Salut znajdowały się na orbicie przez ok. 4 lata i stworzone były z jednego modułu, natomiast Mir był zbudowany z kilku modułów wystrzelonych osobno i złożonych potem na orbicie. Prawie wszystkie moduły stacji Mir wystrzelono z kosmodromu Bajkonur za pośrednictwem rakiety Proton. Jedynie moduł dokujący dla wahadłowców został wyniesiony przez prom kosmiczny Atlantis z Kennedy Space Center.

Moduły stacji Mir z modułem dokującym dla promu kosmicznego

Przez wiele lat Mir pozostawał jedynym przyczółkiem ludzkości w kosmosie. Obok wielu przeprowadzonych tu eksperymentów naukowych, zdobyto również duże doświadczenie, jeśli chodzi o długotrwały pobyt ludzi w przestrzeni kosmicznej. Kilku kosmonautów znajdowało się na stacji dłużej niż jeden rok.
Modularna budowa Mira została przejęta przy konstrukcji Międzynarodowej Stacji Kosmicznej, a moduł Zwiezda z ISS jest zmodyfikowanym modułem głównym stacji.

### Moduł bazowy (DOS)

Moduł bazowy

Moduł bazowy Mira (zwany też głównym) został wystrzelony 19 lutego 1986 roku. Dysponował on sześcioma węzłami, do których przytwierdzano inne moduły (5 węzłów) oraz do których dokowały pojazdy kosmiczne (1 węzeł). 
DOS służył załodze jako moduł mieszkalny i był wyposażony w urządzenia sanitarne (np. toaleta), sterujące stacją i służące do komunikacji z Ziemią. Jego masa startowa wynosiła 20,4 tony. Moduł bazowy miał 13,3 m długości i średnicę 4,2 m. Energia była pozyskiwana z baterii słonecznych. W momencie, gdy adapter cumowniczy (znajdujący się z przodu modułu) był wolny, możliwe było opuszczanie za jego pomocą stacji i wykonywanie spacerów kosmicznych.

### Moduł naukowy Kwant

Moduł Kwant

Moduł Kwant został wystrzelony 31 marca 1987 roku i zadokował po opóźnieniu tego manewru 9 kwietnia do stacji, stając się tym samym pierwszym modułem Mira w jego rozbudowie. W przeciwieństwie do reszty modułów Kwant nie zadokował do adaptera cumowniczego, lecz do węzła z tyłu modułu bazowego. Dzień później kosmonauci weszli na pokład nowego modułu i rozpoczęli jego pełną aktywację.
Kwant służył do prac naukowych, głównie z dziedziny fizyki. Masa startowa modułu wyniosła 11 ton, długość 5,3 m, a średnica 4,35 m. Kwant posiadał dwa porty cumownicze, z czego jeden był wykorzystany do połączenia z głównym modułem stacji, a drugi do połączenia ze statkami Sojuz i Progress. Dzięki systemowi rur i pomp w module możliwe było przepompowywanie paliwa ze statków Progress do modułu bazowego.

### Moduł naukowy Kwant 2

Moduł Kwant 2

Moduł Kwant 2 został wystrzelony 26 listopada 1989 roku i dziesięć dni późnej przyłączony do bocznego węzła adaptera cumowniczego. Służył do obserwacji Ziemi i dla eksperymentów biotechnologicznych. Dodatkowo był wyposażony w systemy higieny osobistej załogi, podtrzymywania życia i udoskonaloną śluzę powietrzną. Panele baterii słonecznych zapewniały dostawy energii. Masa startowa wynosiła 19,6 t, a długość modułu 12,2 m.

### Moduł naukowy Kristałł

Moduł Kristałł

Moduł naukowy Kristałł (zwany również Kwant 3) został wystrzelony 31 maja 1990 roku, ze stacją połączył się 10 dni później. Zadokował do adaptera cumowniczego naprzeciwko modułu Kwant 2. Kristałł służył do eksperymentów biologicznych jak i z materiałami różnego typu. Posiadał dwa dodatkowe porty cumownicze, które planowano wykorzystać przy lotach promu kosmicznego Buran i do zamontowania specjalnego teleskopu. Plany te jednak się nie powiodły. Mimo to 27 czerwca 1995 roku wahadłowiec Atlantis zadokował do tegoż modułu przywożąc specjalny węzeł cumowniczy dla promów kosmicznych. Aby umożliwić dokowanie amerykańskich promów kosmicznych moduł został przeniesiony na dolny węzeł adaptera cumowniczego, dzięki czemu uzyskano miejsce dla modułu Spiektr. Kristałł miał taką samą masę i wymiary co Kwant 2 i podobnie jak on dysponował bateriami słonecznymi.

### Moduł naukowy Spiektr

Moduł Spiektr

20 maja 1995 roku wystrzelony został kolejny moduł Mira o nazwie Spiektr. Ze stacją połączył się 12 dni później do wolnego, bocznego portu adaptera cumowniczego (naprzeciwko modułu Kwant 2), który wcześniej zwolnił Kristałł. Spiektr został wyposażony w aparaturę do badań ziemskiej atmosfery, procesów geofizycznych i promieniowania kosmicznego. Po raz pierwszy był wyposażony w sprzęt naukowy NASA, który wykorzystywano przy programie Shuttle-Mir. Z panelami słonecznymi ułożonymi w kształcie litery x wyróżniał on się znacząco z pozostałych modułów stacji. Masa startowa wyniosła 20 t, a długość 14 m, co dało Spiektrowi miano najdłuższego modułu stacji. Podczas wypadku z udziałem Progressa 25 czerwca 1997 roku został on tak poważnie uszkodzony, iż możliwe było wykorzystywanie go jedynie do zasilania stacji.

### Moduł dokujący dla promów kosmicznych (Shuttle Docking Module)

Shuttle Docking Module

Moduł dokujący dla amerykańskich wahadłowców został wyniesiony w kosmos na pokładzie promu Atlantis z Kennedy Space Center 13 listopada 1995 roku. Trzy dni później połączono go z modułem Kristałł. Shuttle Docking Module miał długość 4,7 m. Ułatwiał on dokowanie wahadłowcom podobnie jak planowany moduł dla promu Buran. Został wykorzystany przez orbitery 8 razy podczas 11 misji w ramach programu Shuttle-Mir (jedna misja dokowała bezpośrednio do modułu Kristałł, a dwie tylko się zbliżyły do stacji nie dokując do niej). Do cumowania wykorzystano zmodyfikowaną wersję systemu Androgynous Peripheral Attach System (zaprojektowanego pierwotnie na potrzeby lotu Sojuz-Apollo) znaną jako APAS-89.

### Moduł doświadczalny Priroda

Moduł Priroda

Moduł Priroda wystartował 23 kwietnia 1996 roku i połączył się, trzy dni później, z górnym węzłem adaptera cumowniczego, naprzeciw modułu Kristałł. Był to ostatni moduł użyty do rozbudowy stacji Mir. Priroda dysponowała oprzyrządowaniem do badań nad mikrograwitacją. Miał długość 12 metrów oraz masę 19 ton, wizualnie przypominał moduły Kwant 2 i Kristałł. Moduł zawierał systemy baterii, które miały być zapasowym systemem zasilania, jednak z powodu problemów na orbicie baterie zawiodły, przez co możliwa była tylko jedna próba zadokowania do stacji. Mimo obaw (większość dotychczasowych modułów wymagała więcej niż jednej próby dokowania), operacja przebiegła bez problemów.
Przy końcu rozbudowy Mira, stacja miała masę ponad 135 ton i miała 31 m szerokości oraz 33 m długości.

## Eksploatacja

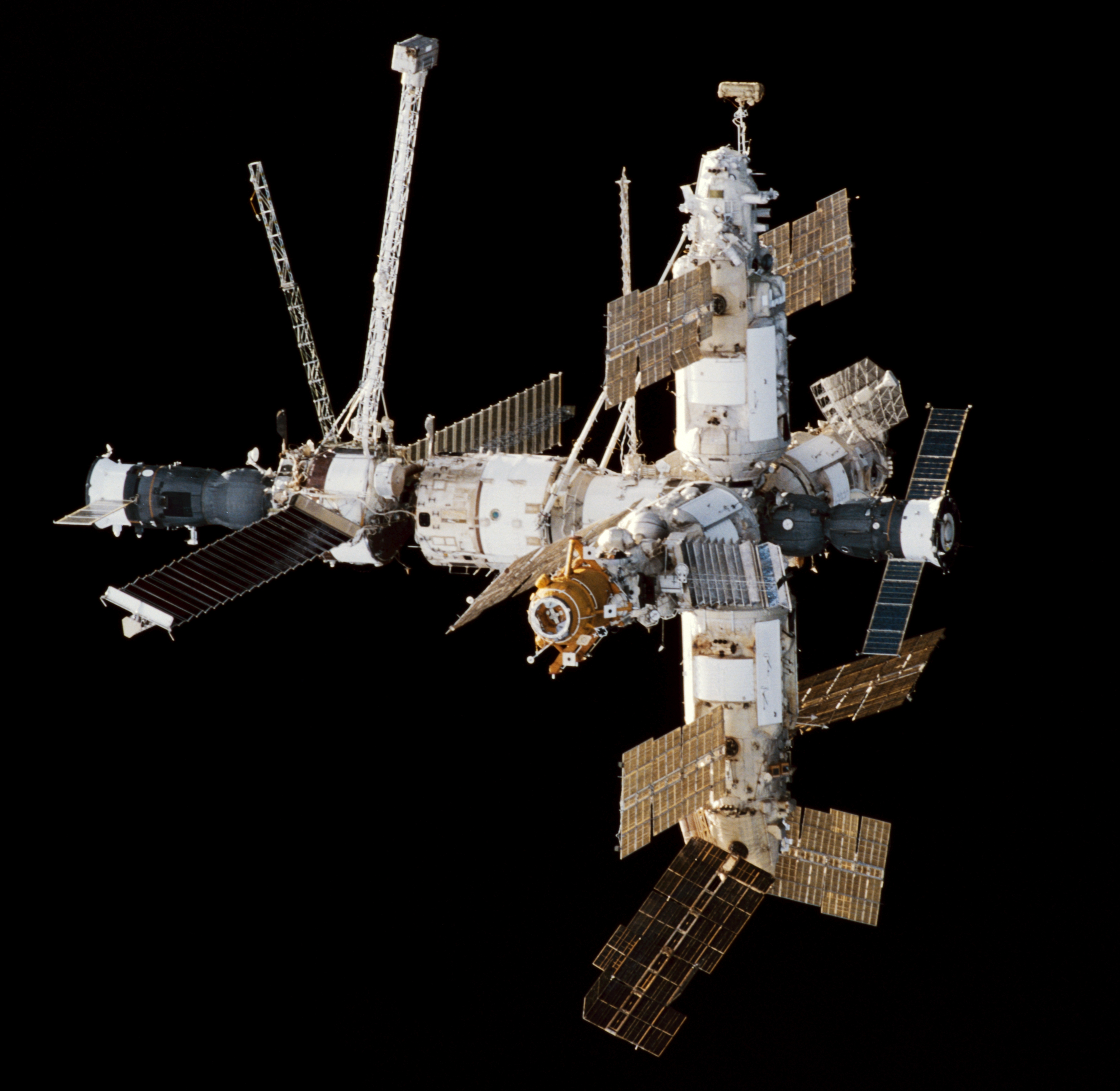
Stacja Mir po zakończeniu rozbudowy.

Stację kosmiczną Mir odwiedziło w sumie 96 kosmonautów. 19 z nich gościło na niej dwa razy, a Aleksandr Wiktorienko i Anatolij Sołowjow pięć razy. Najdłużej na stacji przebywał Walerij Polakow – 679 dni. Od stycznia 1994 do maja 1995 roku ustanowił on rekord ilości spędzonego czasu w kosmosie podczas jednej misji – 438 dni. Takie długie pobyty na stacji służyły przede wszystkim do badań nad długotrwałym pobytem ludzi w kosmosie.

### 1986 – pierwsza załoga
Pierwsza załoga w składzie: Leonid Kizim i Władimir Sołowjow wystartowała 13 marca 1986 roku na pokładzie Sojuza T-15. Dwa dni później weszła ona na stację w celu jej całkowitej aktywacji. Do tych zadań należało m.in. rozładowanie statków Progress 25 i Progress 26, które przywiozły wyposażenie stacji. Podczas trwania misji wykonano jedną 50-dniową wizytę na stacji Salut 7, w celu przejęcia części wyposażenia dla stacji Mir. Był to jak na razie jedyny taki przypadek, aby jedna załoga podczas lotu wizytowała dwie stacje kosmiczne. Po powrocie załogi na Ziemię 16 lipca 1986 Mir pozostał niezamieszkany przez okres pół roku.

### 1987 – 1989
Wraz ze startem Sojuza TM-2 z Jurijem Romanienką i Aleksandrem Ławiejkinem na pokładzie 5 lutego 1987 roku rozpoczęty został okres nieprzerwanej pracy załóg na pokładzie stacji, który trwał do kwietnia 1989 roku (do zakończenia misji Sojuz TM-7). W tym czasie stację odwiedzili pierwsi nieradzieccy kosmonauci: Syryjczyk Muhammed Achmed Faris, Abdul Ahad z Afganistanu oraz Francuz Jean-Loup Chrétien. Na stacji znalazło się wtedy w sumie sześć misji, a moduł Kwant został przyłączony do stacji.

### 1989 – 1991
Z 4-miesięczną przerwą – spowodowaną problemami technicznymi statków Sojuz – rozpoczęto ponowne loty do stacji. Sojuz TM-8 wystartował we wrześniu 1989 roku rozpoczynając tym samym drugą fazę eksploatacji, trwającą do sierpnia 1999 roku. W tym czasie stacja pozostawała cały czas zamieszkana i przeprowadzano dalszą jej rozbudowę. Wykonano również 22 loty statków Sojuz i 9 lotów amerykańskich wahadłowców.
W roku 1990 na stację poleciał japoński dziennikarz Toyohiro Akiyama, a rok później austriacki astronauta Franz Viehböck.
Astronauci misji Sojuz TM-13 Aleksandr Wołkow i Toktar Aubakirow znaleźli się na stacji jako kosmonauci sowieccy, a powrócili jako rosyjscy. W czasie ich pobytu na stacji ZSRR został rozwiązany. Z tego powodu pobyt załogi przedłużył się o pół roku. Misja zakończyła się  25 marca 1992 roku.

### 1992 – 1999
Po przemianach politycznych w republikach Związku Radzieckiego, coraz więcej astronautów z zachodnich krajów europejskich i Stanów Zjednoczonych odwiedzało stację, która pozostawała pod rosyjskim nadzorem. Z przybyciem misji EO-11 rozpoczął się również na stacji nowy „wiek”, tym razem rosyjskiej kosmonautyki.
W latach 1992, 1994 i 1997 stacje odwiedzili trzej niemieccy astronauci, kolejno: Klaus-Dietrich Flade, Ulf Merbold i Reinhold Ewald. W 1997 roku na stacji znalazł się też Francuz Michel Tognini.
Równocześnie do dalszej rozbudowy stacji z Bajkonuru, w 1995 roku, wystartował pierwszy Amerykanin na pokładzie statku Sojuz – Norman Thagard. W czerwcu tegoż roku rozpoczęła się pierwsza z 11 misji wahadłowców w ramach programu Shuttle-Mir. We wrześniu na stację przybył Thomas Reiter – niemiecki astronauta ESA, który spędził na stacji 179 dni. W roku 1996 zakończono rozbudowę stacji przyłączeniem modułu Priroda.

### Ostatnie lata

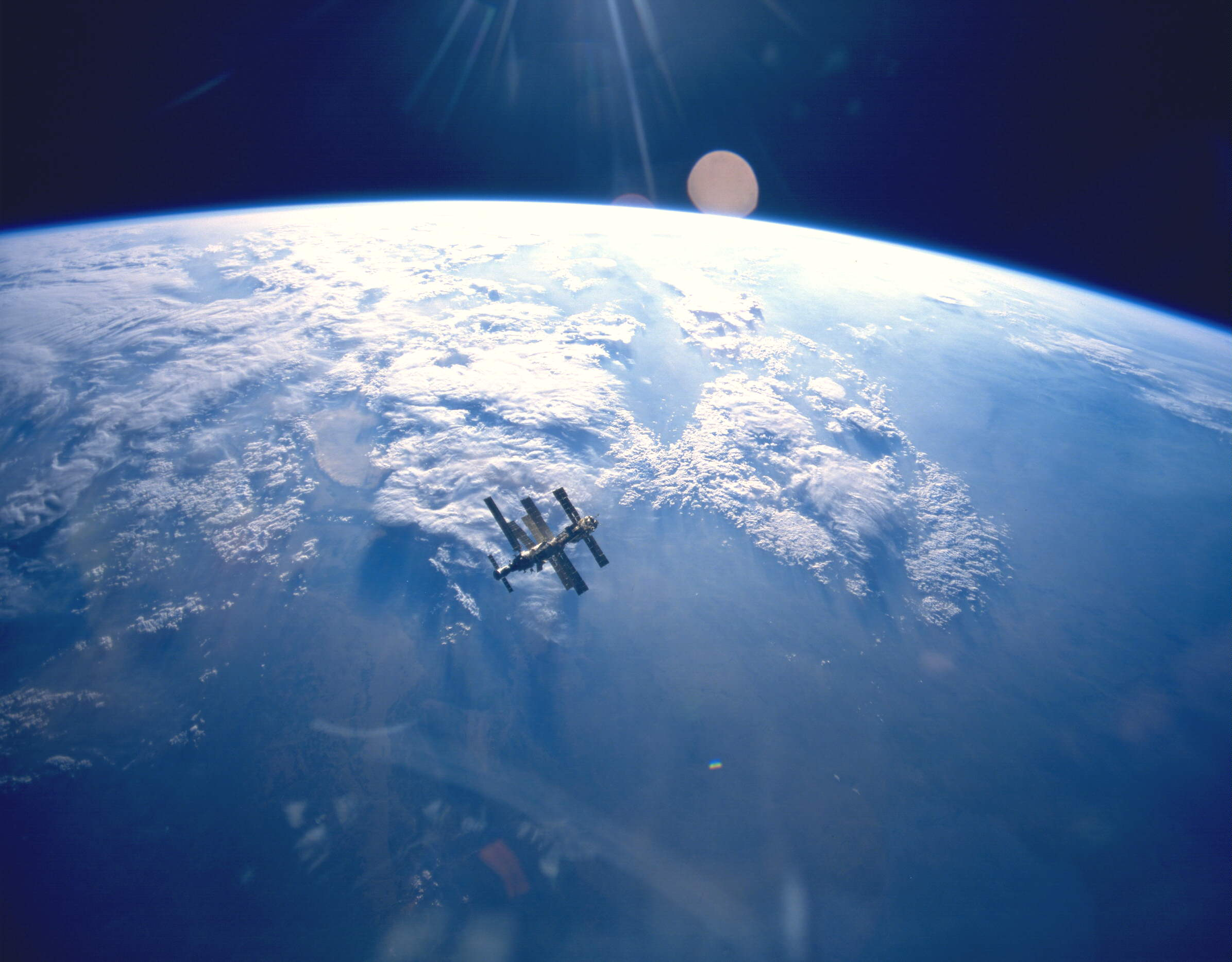
Mir widziany z wahadłowca Atlantis

20 listopada 1998 roku wystartowała Zarja – pierwszy moduł Międzynarodowej Stacji Kosmicznej. W jej budowę zaangażowana została również Rosja, co spowodowało, iż budżet agencji nie był wystarczający do utrzymania dwóch stacji kosmicznych jednocześnie. Również zagraniczni partnerzy nie mieli odpowiedniej ilości funduszy, aby utrzymywać Mira dalej na orbicie. W 1999 roku w Holandii powstało MirCorp – przedsiębiorstwo, które chciało – dzięki prywatnym funduszom – utrzymać stację Mir na orbicie i wykorzystać ją do celów komercyjnych (turystyka kosmiczna).
W dniach 23-28 lipca 1999 roku na pokładzie stacji funkcjonował rosyjsko-gruziński eksperyment radiotechniczy Reflektor, w formie 6,5 metrowej anteny reflektorowej zamocowanej do masztu-kratownicy Sofora.
Na pokładzie statku Sojuz TM-30 4 kwietnia 2000 roku wystartowała ostatnia załoga na stację Mir, która od 7 miesięcy nie gościła żadnego astronauty. Finansowana przez MirCorp misja trwała 72 dni i był to 39 załogowy lot na stację Mir. Kosmonauci Siergiej Zalotin i Aleksandr Kaleri zajęli się pracami naprawczymi stacji. Roskosmos, podczas powrotu załogi w czerwcu 2000 roku, sądziła jeszcze, iż uda się utrzymać stację na orbicie przez minimum dwa lata, dzięki funduszom prywatnych inwestorów. Jednak koszty utrzymania stacji na orbicie okazały się zbyt duże. 23 października 2000 roku rosyjska agencja kosmiczna zdecydowała o deorbitacji stacji.

### Deorbitacja

Trajektoria spadku stacji Mir

Mir został usunięty z orbity 23 marca 2001 roku. Był tymczasowym domem dla licznych kosmonautów, astronautów i gości z innych agencji kosmicznych. Schodzenie z orbity zaczęło się 24 stycznia 2001 roku od startu bezzałogowego statku transportowego Progress M1-5, który miał na pokładzie również dodatkowe paliwo potrzebne do mającej się zacząć kilka tygodni później procedury hamowania. W oznaczonym czasie Progress trzy razy uruchomił układ odrzutowy, by spowolnić lot Mira, jednocześnie zmieniając jego orbitę z kołowej na eliptyczną o apogeum 220 km i perygeum 160 km. Kiedy dokonano korekcji orbity rozpoczęto program wejścia w atmosferę. Ostatnie takie spowolnienie zmniejszyło prędkość stacji o 17,3 m/s, co wystarczyło, by zniżyła się ona do górnych warstw atmosfery. We wczesnych godzinach porannych 23 marca 2001 roku zdeorbitowano stację Mir. Stacja weszła w górne warstwy atmosfery spalając się na skutek tarcia. Niespalone resztki spadły do Pacyfiku o 6:57 UTC niedaleko wysp Fidżi. Jedyne, co po niej pozostało to śmieci wyrzucane przez kosmonautów bezpośrednio na orbitę, stanowiące dziś część kosmicznego śmietniska.
W swojej 15-letniej historii (mimo iż żywotność planowano na 7 lat) Mir okrążył Ziemię 86 067 razy lecąc na wysokości około 390 km i przebywając 3 638 470 307 km. Przeprowadzono na nim 78 spacerów kosmicznych.
Na Mirze wykonano ponad 16 500 doświadczeń naukowych włącznie z takimi, które przygotowywały przyszłe technologie i procedury, na przykład kosmiczną uwięź czy system komunikacji laserowej, a także testowały możliwości przyszłych stacji kosmicznych.

## Loty na Mira
Na stację Mir wykonano 39 załogowych lotów kosmicznych i dwa, które się do niej zbliżyły. Wzięło w nich udział 109 astronautów różnych narodowości (głównie rosyjskiej i amerykańskiej). Do stacji poleciało także kilkadziesiąt bezzałogowych misji transportowych.

### Sojuz

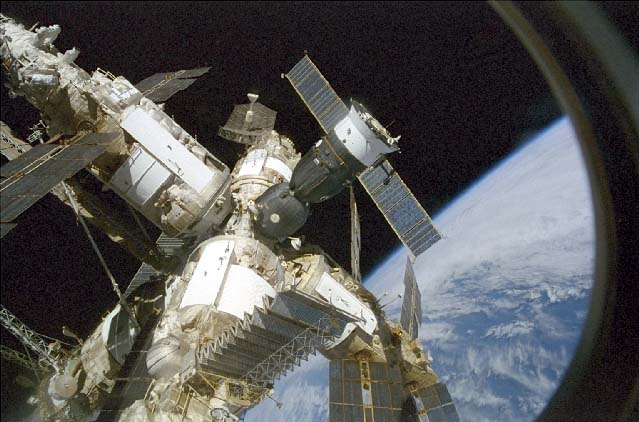
Statek Sojuz zadokowany do adaptera cumowniczego (STS-86)

Statki Sojuz były głównym środkiem transportu załóg na Mira. Wykonano nimi 30 misji do stacji, w których wzięło udział 56 astronautów (36 rosyjskich i 18 innych narodowości). Statki Sojuz pełniły również role „szalupy ratunkowej” dla załogi. W momencie przebywania na pokładzie Mira jakiejś załogi Sojuzy mogły w razie zagrożenia zapewnić bezpieczny powrót załogantów na Ziemię.
W misjach rosyjskich wykorzystywano głównie generację Sojuz-TM (oprócz pierwszej misji, kiedy to użyto statku Sojuz-T). Ta wersja statków miała nowy system zbliżania – Kurs, oraz nowy silnik i lepszy system lądowania.

### Promy kosmiczne

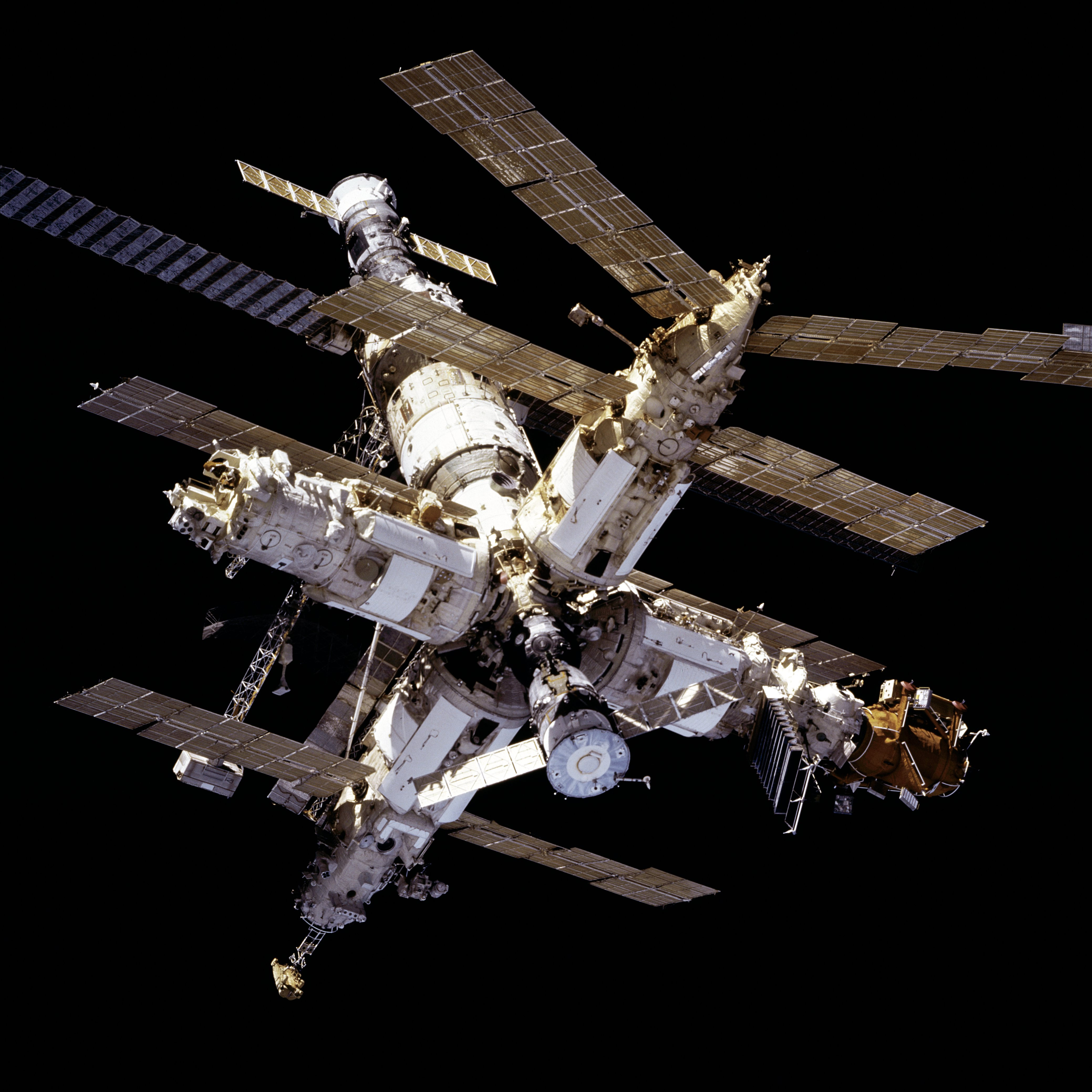
Mir widziany z promu kosmicznego – misja STS-81 (1997)

Misja STS-71 wahadłowca Atlantis, która wystartowała 27 czerwca 1995 roku była pierwszą jaka zadokowała do stacji Mir, jeśli chodzi o promy kosmiczne. Amerykańskie wahadłowce wykonały w sumie dziewięć misji do kompleksu orbitalnego i dwa które się do niego tylko zbliżyły. Oprócz pierwszej misji wszystkie dokowały do specjalnie w tym celu stworzonego modułu. Promy kosmiczne przywiozły na stację w sumie 53 osoby (44 Amerykanów, 6 Rosjan, 2 Francuzów i jednego obywatela Kanady).
Wahadłowce wykorzystywane były głównie do wymiany członków załogi oraz przywożenia drobnych elementów wyposażenia i eksperymentów.
Prom kosmiczny Atlantis wykonał 7 misji do Mira, a Discovery i Endeavour po jednej.

### Progress
Statki transportowe Progress wykorzystywano do przywożenia na stację środków niezbędnych kosmonautom do długotrwałych pobytów w kosmosie oraz dostarczania paliwa dla stacji. Poza tym znajdowały się tam również eksperymenty, części zamienne oraz częściowo wyposażenie stacji. Ostatni statek Progress wykorzystano do deorbitacji Mira.

## Usterki i wypadki
Techniczne usterki na stacji pod koniec jej funkcjonowania zdarzały się coraz częściej, co było powodem coraz większych obaw o załogantów. Jednak doświadczenie w radzeniu sobie z zepsutym sprzętem, zdobyte przy tej okazji, może stać się bardzo cenne.
24 lutego 1997 nastąpiła poważna awaria generatora tlenu, co spowodowało zanieczyszczenie powietrza na całej stacji. Znajdujący się wtedy na Mirze kosmonauci rosyjscy i jeden niemiecki zostali zmuszeni do założenia masek tlenowych, a centrum kontroli lotu nakazało opuszczenie stacji i powrót na Ziemię. Jednak usterkę udało się naprawić, a całe powietrze oczyścić w ciągu jednego dnia, dzięki czemu załoga nie musiała powracać. Z powodu późniejszych awarii zepsuł się system kontroli lotu na stacji, w wyniku czego można nią było sterować tylko manualnie.

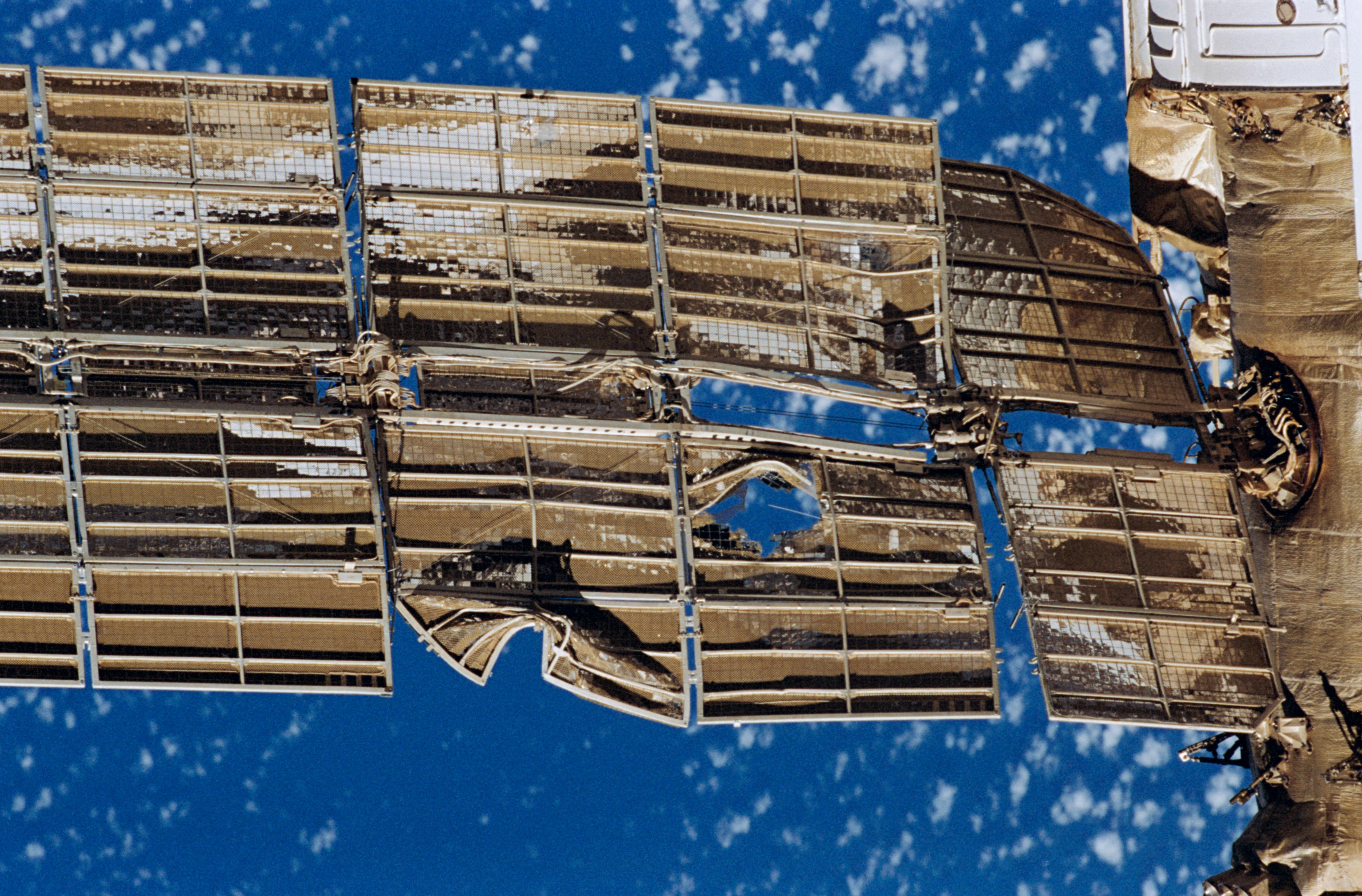
Uszkodzone panele baterii słonecznych modułu Spiektr po kolizji z Progressem

25 czerwca 1997 nastąpiła kolizja statku Progress M-34 ze stacją. Powodem tego zdarzenia był błąd przy dokowaniu do stacji. Uszkodzony został moduł Spiektr, który musiał zostać zamknięty, gdyż dziura w jego poszyciu powodowała spadek ciśnienia i utratę powietrza. Zniszczone zostały również panele baterii słonecznych tego modułu, przez co otrzymywano o 1/3 mniej energii. W wyniku kolizji stacja straciła sterowność i wpadła w dryf, który zatrzymano przy pomocy zadokowanego do Mira statku Sojuz TM-26. Dopiero dwa miesiące później udało się naprawić uszkodzone panele, sam moduł natomiast pozostał nieczynny do końca działania stacji.

## Stacja w kulturze masowej
- Mir, mocno rozbudowany, pojawia się w filmie Armageddon (nazwa „Mir” nie pada, w filmie używane jest określenie „rosyjska stacja kosmiczna”, wygląd stacji nie pozostawia jednak wątpliwości).
- W filmie Iron Sky stacja zostaje przekształcona w obiekt wojskowy, służący do obrony przed nazistami z Księżyca.
- Stacja pojawia się także w filmach Kontakt i Wirus.
- W 1997 roku stacji poświęcony został dokumentalny film Misja na stacji Mir[5]. Został zmontowany z materiałów nakręconych kamerami IMAX w czasie lotów programu Shuttle-Mir.